# Robbins-Monro-Prozess
Der Robbins-Monro-Prozess ist ein stochastischer Prozess, mit dessen Hilfe die Nullstelle einer unbekannten Regressionsfunktion stochastisch approximiert werden kann. Er wurde 1951 von Herbert Robbins und  Sutton Monro vorgestellt.

## Definition
Sei {\displaystyle Y_{x}:\mathbb {R} \rightarrow \mathbb {R} } eine Familie von Zufallsvariablen und {\displaystyle M:\mathbb {R} \rightarrow \mathbb {R} } eine messbare Funktion, sodass gilt: {\displaystyle M(x)=\mathbb {E} (Y_{x})}. Sei zudem eine eindeutige Lösung {\displaystyle \theta \in \mathbb {R} } gegeben, sodass {\displaystyle M(\theta )=0\ }.
Dann heißt die Folge {\displaystyle (X_{n})_{n\in \mathbb {N} }} von Zufallsvariablen gegeben durch
{\displaystyle X_{n+1}=X_{n}-a_{n}(Y_{X_{n}})}
Robbins-Monro-Prozess, wobei {\displaystyle X_{1}} eine beliebige reelle Konstante und {\displaystyle (a_{n})_{n\in \mathbb {N} }} eine Folge reeller Konstanten mit {\displaystyle a_{n}>0} sei.

## Konvergenz vonXngegenθ
Unter den folgenden vier Bedingungen konvergiert {\displaystyle X_{n}} in {\displaystyle L^{2}} gegen {\displaystyle \theta }:
- {\displaystyle \exists {C>0}\forall {x\in \mathbb {R} }\ (P[\left|Y_{x}\right|\leq C]=1)},
- {\displaystyle M(x)} ist monoton wachsend,
- {\displaystyle M'(\theta )>0} existiert,
- {\displaystyle a_{n}} genügt folgenden Bedingungen:

{\displaystyle \qquad \sum _{n=0}^{\infty }a_{n}=\infty \quad {\text{und}}\quad \sum _{n=0}^{\infty }a_{n}^{2}<\infty \quad }

## Einfaches Beispiel
Seien {\displaystyle Y_{x_{n}}} um {\displaystyle 1/2} verschobene Sinusfunktionen zwischen {\displaystyle -\pi /3} und {\displaystyle \pi /3} mit zufälligen Schwankungen {\displaystyle \varepsilon _{n}}, die an den Rändern linear fortgesetzt werden.
{\displaystyle Y_{x_{n}}={\begin{cases}\ \;\,\ x_{n}+\sin(\pi /3)-\pi /3-{\frac {1}{2}}+\varepsilon _{n}&{\text{für }}x_{n}>\pi /3\\\ \;\,\ \sin(x_{n})-{\frac {1}{2}}+\varepsilon _{n}&{\text{für }}-\pi /3\leq x_{n}\leq \pi /3\\\ \;\,\ x_{n}-\sin(\pi /3)+\pi /3-{\frac {1}{2}}+\varepsilon _{n}&{\text{für }}x_{n}<-\pi /3\end{cases}}}
Wobei {\displaystyle \varepsilon _{n}} unabhängige, gleichverteilte Zufallsvariablen in {\displaystyle \left(-{\tfrac {1}{4}},{\tfrac {1}{4}}\right)} sind.
Sei außerdem {\displaystyle a_{n}={\tfrac {1}{n+1}}} und {\displaystyle X_{1}={\tfrac {1}{2}}}. Dann konvergiert {\displaystyle X_{n+1}=X_{n}-a_{n}(Y_{X_{n}})} gegen {\displaystyle \pi /6}.

Schaubild mit 5 verschiedenen Pfaden und 300 Iterationen. Die gestrichelte Linie bezeichnet dabei den Grenzwert {\displaystyle \pi /6}.